# Алексис Клод Клеро
Алексис Клод Клеро (фр. Alexis Claude Clairaut; Париз, 3. мај 1713 — Париз, 17. мај 1765) је био француски математичар.
Рођен у Паризу, од оца математичара који га је и увео у материју, од ране младости показивао је таленат, тако да је већ са тринаест година у Академији наука прочитао извештај о особинама четири криве које је био открио. У шеснаестој години, представио је трактат под називом Разматрање двоструко закривљених кривих који му је, одмах по објављивању 1731, омогућио пријем у Француску академију наука иако није испуњавао критеријуме по питању својих година.
Године 1736, заједно са Пјером Луј Моро Мопертујом, учествовао је у експедицији која је водила у Лапонију, у покушају да процени дужину једног степена меридијана, и по повратку објављује трактак Теорија о облику земље (1743). У том раду, заснованом на чланку Маклорена, показао је да флуид хомогене масе који равномерно ротира око линије која пролази кроз центар гравитације услед узајамног привлачења својих честица поприма облик сфероида. 1849. године Стокс ће показати да је исти резултат био могућ не узимајући у обзир унутрашњи састав и густину Земље, и предвиђајући да би на површини сфероид морао бити мало спљоштен.
Добио је генијално приближно решење проблема трију тела. 1750. додељена му је награда Руске академије наука за есеј Теорија месеца, а 1759. израчунао је перихел Халејеве комете. Пронашао је и сингуларна решења појединих једначина првог реда и вишег реда. Клеро је умро у Паризу.